# Pascal Smet

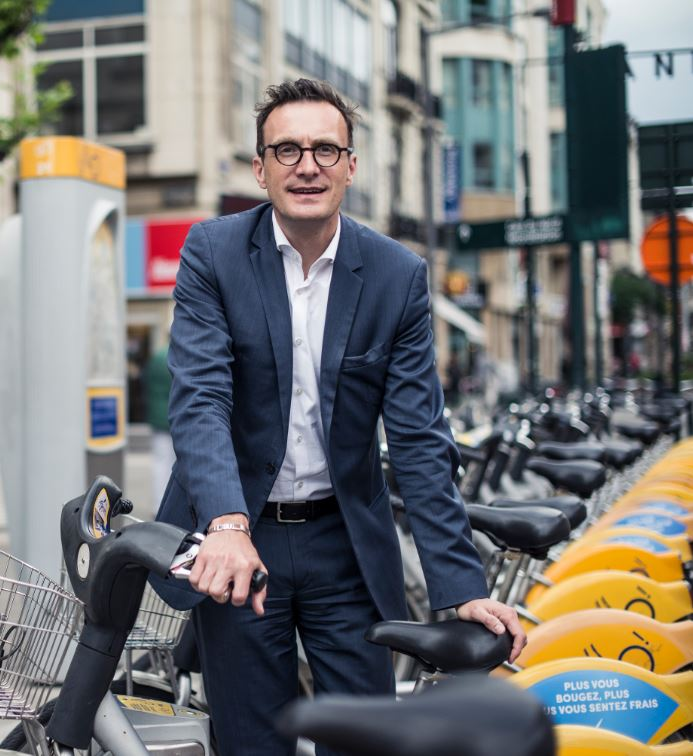
Pascal Smet

Pascal Smet (* 30. Juli 1967 in Beveren) ist ein belgischer Politiker der Socialistische Partij Anders.

## Leben
Smet studierte an der Universität Antwerpen Rechtswissenschaften. Seine politische Laufbahn begann er von 1989 bis 1997 als Kommunalpolitiker in Beveren. Von 2004 bis 2009 wurde Smet Minister für Mobilität und öffentliche Arbeit in der Region Brüssel-Hauptstadt. Anschließend gehörte er bis 2014 als Minister für Bildung und Jugend der flämischen Regierung von Kris Peeters an.
Smet ist offen homosexuell.